# Denison Olmsted
Denison Olmsted (East Hartford, Connecticut, 18 de junho de 1791 – New Haven, 13 de maio de 1859) foi um astrônomo e cientista natural estadunidense.
Foi membro da Associação Americana para o Avanço da Ciência.

## Obras
- Introduction to Natural Philosophy, 1831, 1832
- School Philosophy 1833
- Introduction to Astronomy 1839
- Compendium of Astronomy 1841
- Letters on Astronomy, Addressed to a Lady, 1841
- Rudiments of Natural Philosophy and Astronomy 1844